# Synagrops spinosus
Synagrops spinosus è un pesce osseo marino appartenente alla famiglia Acropomatidae.